# System turbiny wodnej
Uzasadnienie: zbędne rozczłonkowanie tematu
System turbiny wodnej – pojęcie określające istotę konstrukcji turbiny z charakterystycznym dla niej sposobem przetwarzania energii. Obecnie są stosowane najczęściej turbiny akcyjne systemu Peltona oraz reakcyjne systemów Francisa, Deriaza, Kaplana i śmigłowe.